# Jan Groover
Ne doit pas être confondu avec Dan Groover.
Jan Groover (née le 24 avril 1943 à Plainfield, morte le 1er janvier 2012 à Montpon-Ménestérol) est une photographe américaine.

## Biographie
Jan Groover est née et a grandi à Plainfield dans le New Jersey. Elle étudie la peinture et le dessin dès 1961 au Pratt Institute et obtient un baccalauréat en beaux-arts en 1965 du Pratt Institute en peinture et une maîtrise en éducation en 1970 de l'Université d'État de l'Ohio.  Elle se met à la photographie en 1971. En 1978 avec un prix remporté de la National Endowment for the Arts, elle achète son premier appareil photo.  
Elle enseigne ka photographie durant plus de dix ans à la State University of New York. Gregory Crewdson compte parmi ses élèves. 
Elle réexamine sa propre nature, tente de se réinventer en retournant ses propres traditions conventionnelles en combinant les processus photographiques avec les ideas and standards stemming from pictorial theories.
Elle meurt en 2012 à Montpon-Ménestérol en Dordogne.

## Expositions
- 1987 - Rétrospective, Museum of Modern Art, New York[6].
- 2019 - Jan Groover. Laboratoire des formes[7], Musée de l'Élysée, Lausanne[8],[9].
- 2022 - Jan Groover. Laboratoire des formes, Fondation Henri-Cartier-Bresson, Paris.

## Récompenses
- NEA Fellowship, 1978.
- Guggenheim Fellowship, 1979.
- NEA Fellowship, 1983.